# Dorothea Diana von Salm
Wild- und Rheingräfin Dorothea Diana von Salm (* 25. Juli 1604 in Criechingen (heute: Créhange); † 19. Dezember 1672 in Wörth) wurde als Tochter von Wild- und Rheingraf Johann von Salm-Kyrburg und Freifrau Anna Katharina von Kriechingen und Püttingen geboren. Eine Stunde nach ihrer Geburt wurde ihre Zwillingsschwester Anna Amalia geboren, spätere Gräfin zu Königseck.

## Jugend und Ehen
Ihren Vater verloren die Schwestern früh, und da ihre Brüder und ein Onkel bei den Schweden dienten, befanden sich die Schwestern mit ihrer Mutter mehrfach auf der Flucht vor katholischen Truppen. Schließlich ließen sie sich in Straßburg nieder. Dort kam es zu den beiden aufeinander folgenden Ehen von Dorothea Diana:
1. am 1. März 1636 heiratete sie Graf Philipp Ludwig von Rappoltstein († 25. Februar 1637), der aber schon nach einem knappen Jahr Ehe starb. Die Ehe blieb kinderlos.
2. am 18. Mai 1640 heiratete sie daraufhin den Grafen Philipp Wolfgang von Hanau-Lichtenberg (* 1595; † 1641). Auch diese Ehe blieb kinderlos.

Diese zweite Ehe ermöglichte es ihr, Straßburg wieder zu verlassen. Das Paar lebte zunächst auf Burg Lichtenberg, später in der Hanau-Lichtenberger Residenz Buchsweiler. Nach nur einjähriger Ehe starb auch ihr zweiter Mann. Alle Kinder aus der ersten Ehe von Graf Philipp Wolfgang, Graf Friedrich Casimir, Johann Philipp und Johann Reinhard (II.) und deren Schwestern Sophie Eleonore und Agatha Christine, waren zu diesem Zeitpunkt noch minderjährig. Dorothea Diana übernahm deren Erziehung und wirkte wohl auch an der vormundschaftlichen Regierung der Grafschaft mit, da diese aufgrund mehrerer Todesfälle unter den Vormündern nur wenig Kontinuität aufwies: Die Vormundschaft nahmen zunächst Graf Johann Ernst von Hanau-Münzenberg und Freiherr Georg II. von Fleckenstein-Dagstuhl gemeinsam wahr. Georg II. von Fleckenstein-Dagstuhl war ein Enkel der Anna Sibylle von Hanau-Lichtenberg, einer Tochter des Grafen Philipp IV. von Hanau-Lichtenberg. Als Johann Ernst 1642 starb, blieb Georg von Fleckenstein als alleiniger Vormund zurück. Als auch dieser 1644 starb, übte Graf Georg Albrecht von Erbach die Vormundschaft bis zu seinem Tod im Jahre 1647 aus. Da nur noch wenige Monate bis zum 25. Geburtstag, dem Volljährigkeitstermin des ältesten Stiefsohns von Dorothea Diana, Friedrich Casimir, blieben, wurde keine neue Vormundschaft eingerichtet. 1651 verließ Dorothea Diana, nachdem die Stiefkinder alt genug waren, die Residenz Buchsweiler und zog sich auf ihren Witwensitz nach Wörth zurück, wo sie bis zu ihrem Tod lebte.

## Tod
Dorothea Diana starb am 19. Dezember 1672 und wurde in Buchsweiler bestattet. Dazu erschien eine Leichenpredigt von Günther Heiler, Superintendent und Konsistorialrat der Grafschaft Hanau-Lichtenberg. Diese enthält auch Beiträge von Philipp Jacob Spener, Quirinus Moscherosch und Georg Wilhelm Spener.

## Sonstiges
Ihr Bruder war der schwedische General Otto Ludwig von Salm-Kyrburg-Mörchingen.

## Nachweise
1. ↑  Nachweis bei Roth, Nr. 5024.

| Personendaten    | Personendaten                        |
| ---------------- | ------------------------------------ |
| NAME             | Dorothea Diana von Salm              |
| ALTERNATIVNAMEN  | Dorothea Diana von Hanau-Lichtenberg |
| KURZBESCHREIBUNG | Adlige                               |
| GEBURTSDATUM     | 25. Juli 1604                        |
| GEBURTSORT       | Criechingen                          |
| STERBEDATUM      | 19. Dezember 1672                    |
| STERBEORT        | Wörth                                |